# Humlebæk
Humlebæk est une ville du Danemark, située sur le Sjælland, à 20 minutes en train au nord de la capitale du pays Copenhague. La population de la ville s'élevait à 9 248 habitants d'après le recensement de 2010. La commune dans laquelle Humlebæk se trouve, Fredensborg, comptait quant à elle 39 226 personnes en 2010. Située entre Copenhague et Helsingør dans la région de Hovedstaden, elle est très facile d'accès en train par les S-tog et l'Øresundtog. 

## Culture
Humlebæk est surtout réputée pour accueillir à proximité un grand musée d'art moderne très fréquenté, le musée d'Art moderne Louisiana.